# Stereophyllaceae
Stereophyllaceae, porodica pravih mahovina iz reda Hypnales. Postoji nekoliko rodova.

## Rodovi
1. Catagoniopsis Broth.
2. Entodontopsis Broth.
3. Eulacophyllum W. R. Buck & Ireland
4. Juratzkaea Lorentz
5. Pilosium (Müll. Hal.) M. Fleisch.
6. Sciuroleskea Broth.
7. Stenocarpidium Müll. Hal.
8. Stereophyllum Mitt.